# Krucifix (Svítkov)
Pískovcový pilíř s kovovým krucifixem se nalézá před domem čp. 261 v Srnojedské ulici ve Svítkově, místní části města Pardubice.

## Dějiny
Vznik kříže je datován do druhé poloviny 19. století, kdy byl pořízen na náklady Václava Šády z čp. 1, někdejšího starosty Svítkova. Torzo kříže bylo opraveno v roce 1994, kdy byla nově vysekána a osazena deska s dedikačním textem. V roce 2008 proběhla další oprava kříže.

## Popis
Pískovcový pilíř s litinovým krucifixem stojí ve čtvercové ozdobné mříži s dvířky v čelní straně. Ozdobná mříž je upevněná v pískovcových kvádrech.
Uprostřed mříže stojí na dvou pískovcových schodech hranolový pískovcový podstavec. Na tomto podstavci stojí užší pilíř zakončený nahoře profilovanou římsou. Na čelní straně pilíře je vyhlouben obdélníkový rámec, ve kterém byl v roce 2008 obnoven nápis „Ježíši nejsladší, smiluj se nade mnou. nákladem Václava Šády, rolníka a soudního cenitele ve Svítkově čís. 1“.
Na profilované římse pilíře je umístěn nízký, nahoře profilováním okosený podstavec, ve kterém je uchycen litinový krucifix s pozlaceným korpusem Krista. Ramena kříže jsou ozdobně zakončena.

## Galerie

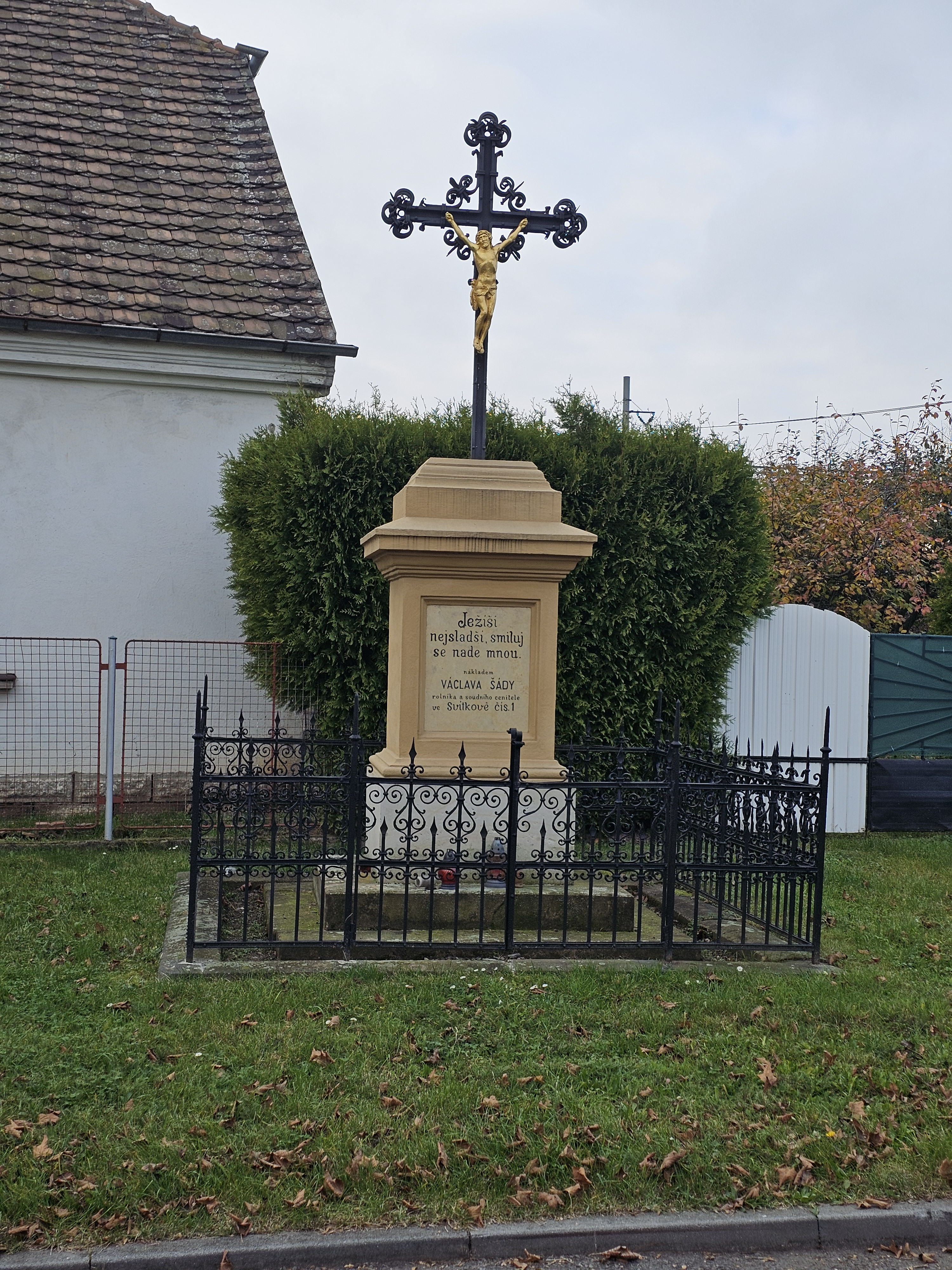
Stav v roce 2024